# عدي بن زيد العبادي

غلاف ديوان عدي بن زيد العبادي (تحقيق محمد جبار المعيبد، إصدار وزارة الثقافة والإرشاد العراقية عام \)

عَدِيُّ بْنُ زَيْدٍ العِبَادِيُّ التَّمِيمِيُّ الحِيرِيُّ (توفي في 35 ق.هـ/587 م) كان شاعرًا نصرانيًا من أهل الحيرة، عاش في القرن السادس الميلادي وكان من دهاة الجاهلية، فصيحا، يحسن العربية والفارسية، والرمي بالنشاب. هو أول من كتب بالعربية في ديوان كسرى، الذي جعله ترجمانا بينه وبين العرب، فسكن المدائن ولما مات كسرى وولي الحكم هرمز الرابع أعلى شأنه ووجهه رسولا إلى ملك الروم طِيباريوس الثاني في القسطنطينية، فزار بلاد الشام، ثم تزوج هند بنت النعمان من مشاهير نصارى العراق،. وشى به أعداء له إلى النعمان الثالث بما أوغر صدره فسجنه وقتله بأن خنقه النعمان بنفسه في السجن.

## نسبه
- هو: عدي بن زيد بن حماد بن زيد بن أيوب بن محروف بن عامر بن عصية بن امرئ القيس بن زيد مناة بن تميم بن مر بن أد بن طابخة بن إلياس بن مضر بن نزار بن معد بن عدنان ، العبادي التميمي الحِيرِيُّ[2][5]
- أمه: نعمة بنت ثعلبة العدوية.

## البداية
هو من أسرة شديدة القرب من ملوك الحيرة والأكاسرة، فجده حماد بن زيد كان كاتب النعمان الأكبر وقد أوصى بإبنه زيد بن حماد لأحد أصدقائه من الدهاقين (التاجر بالفارسية) قبل وفاته. فكفله الدهقان وعلمه الفارسية حتى أتقنها، وقد أشار الدهقان على كسرى أن يجعل زيدا على البريد في حوائجه، وقد كانت تلك محصورة في أبناء المرازبة. ثم تزوج أبوه من نعمة بنت ثعلبة العدوية فولدت له عديا، فسار سيرة أبيه من تعلم الكتابة العربية والفارسية، حتى خرج من أفهم الناس وأفصحهم وقال الشعر وتعلم الرمي بالنشاب، فخرج من الأساورة الرماة، وقد أدخله الدهقان على كسرى فعرفه به، فأعجب كسرى بكلامه فأثبته عنده في ديوان كسرى، فهو أول من كتب بالعربية في ديوان كسرى.
يعتقد بعض المستشرقين مثل كارلو نالينو أن شعر الزهد بدأ في العصر الجاهلي بأشعار عدي. يعتقد أن أشعار عدي كانت سببا في تنصر النعمان بن المنذر.
يمتاز شعره برقة العاطفة وعمق الثقافة وبعد النظر ويوجد له ديوان شعري.

## شعره
من شعره «على لسان القبور»:
ومن شعره أيضاً:

### ألفاظه
ذكر نصير الكعبي في كتابه (مُسمى العراق وتخومه) أن عدي بن زيد العبادي الحيري كان مترجماً لبلاط المملكة الساسانية وشاعراُ في بلاط الحيرة، متقناً للغة الفارسية البهلوية التي اقترض منها كلمات في أشعاره، وذكر محمد المعيبد قائمة للألفاظ الأعجمية التي استعملها العبادي، كالفردوس والديباج والقسطاس.

#### مُسمى العراق
قال عدي بن زيد العبادي الحيري "إن ربي لولا تداركه المُلك بأهل العراق ســاء العـذير"، وقال عدي "يا أبا مسهر فأبلغ رسولاً إخوتي إن أتيتَ صحن َ العراق"، قال الكعبي إنه كان يُتوقع من شعراء بلاط الحيرة "وعي واضح بمُسمى العراق وتخومه، مقارنة بالمصطلحات البهلوية الأخرى الشائعة عن العراق..أشار في موضعين مختلفين إلى اسم العراق في ديوانه، حيث جاءت الإشارة الأولى في الصيغة الآتية «أهل العراق»، وهي صيغة مقترنة بإطار توصيف ديموغرافي، فمفردة الأهل تكتنز احتمالاً مفتوحًا، ليس للتركيبة السكانية العربية الطاغية على الحيرة، وإنما تفتحها صيغة الإطلاق فيها على سكان العراق على وجه الإجمال..أما الإشارة الثانية إلى العراق في أشعار عدي بن زيد فجاءت بصيغة «صحن العراق»، ولفظ « صحن جغرافي يشير إلى وسط المكان، فصحن الدار وسطه وفناؤه. وربما نجد في هذا تشابها أو إحالة إلى وسطية العراق ومركزيته تبعا للرؤية الساسانية".

### مآخذ العلماء على شعره
أخبرنا ابن دريد، قال: أخبرنا أبو حاتم، قال: سألت الأصمعى عن عدى بن زيد: أفحل هو؟ فقال: ليس بفحل ولا أنثى. عن إبراهيم بن شهاب، قال: حدثنا الفضل بن الحباب، عن محمد بن سلام، قال: كان عدي بن زيد يسكن الحيرة ومراكز الريف؛ فلان لسانه، وسهل منطقه، فحمل عليه شىء كثير، وتخليصه شديد. واضطرب فيه خلف الأحمر، وخلّط فيه المفضّل فأكثر. وروى أحمد بن أبى طاهر، عن الطوسي، عن إسماعيل بن عبيد الله بن أبى عبد الله، عن أبى عمرو الشيبانى، عن المفضّل، قال: كانت الوفود تفد على الملوك بالحيرة، فكان عدي بن زيد يسمع لغاتهم فيدخلها في شعره.